# Saiba Mais! com a Turma da Mônica
Saiba Mais! com a Turma da Mônica é uma coleção de histórias em quadrinhos educativos da Mauricio de Sousa Produções publicada pela Panini Comics sobre assuntos de interesse público para crianças e adolescentes.

## Histórico
Em março de 2004, a Mauricio de Sousa Produções (MSP) já havia publicado uma coleção com o mesmo teor, a Você Sabia? pela Editora Globo, em 2007, a MSP começa a ser publicada pela Panini Comics, no ano seguinte, a Globo usa o título para uma revista do Sítio do Picapau Amarelo. Em junho de 2011, a MSP lançou junto com a Panini a coleção Saiba Mais!, focado em temas específicos. As publicações foram encerradas em janeiro de 2021, na edição 160. Atualmente, Saiba Mais! está em sua segunda série.

## Descrição
A coleção trás diversas "Turmas" (Mônica, Mata, Piteco, Chico Bento, etc.) em histórias que abordam temas relevantes, como Oswaldo Cruz, água, Mata Atlântica, meio ambiente, Amazônia, dinossauros, nutrição, Sistema Solar e corpo humano. Em quase todos os volumes, um dos personagens explica o assunto em questão para os outros de forma didática, abordando problemas e possíveis soluções. Todos os volumes apresentam de 10 a 14 páginas de passatempos. As páginas centrais também trazem atividades diferenciadas, como um jogo ou uma montagem. Alguns dos temas abordados que entraram em evidência foram a COVID-19 e o Novo Acordo Ortográfico.
Seu formato é  19 cm por 27,5 cm, diferente do formatinho (13,5 x 19 cm) usado nas revistas tradicionais da Turma da Mônica e possuí 36 páginas.

## Uso político
Em 4 de abril de 2020, o Ministro da Educação do governo Bolsonaro Abraham Weintraub postou no Twitter a capa da Saiba Mais! com a Turma da Mônica #47 – Sobre a China, de julho de 2011, e escreveu texto de cunho conspiratório como o Cebolinha para zombar dos chineses. Duas semanas antes, o Brasil entrou em uma crise diplomática com a China quando Eduardo Bolsonaro acusou o país de esconder informações sobre a pandemia de COVID-19. Weintraub apagou a publicação pouco tempo depois. A MSP pronunciou-se na Folha de S.Paulo dizendo que "(...) há 60 anos, a Turma da Mônica preza pela amizade entre todos os povos. E continuará sendo assim". A embaixada da China emitiu uma nota de repúdio e o embaixador Wanming Yang cobrou uma declaração oficial do governo. A Polícia Federal abriu uma investigação por racismo, e Weintraub defendeu-se dizendo que a publicação foi feita com o intuito de se aproximar da China através do sotaque.